# Eutelsat 33F
Eutelsat 33F (früher: Hot Bird 8 und Hot Bird 13B) ist ein kommerzieller geostationärer Kommunikationssatellit der Aktiengesellschaft Eutelsat.

## Entwicklung
Der Satellit wurde im September 2003 als Hot Bird 8 von Eutelsat bei EADS Astrium in Auftrag gegeben. Er wurde auf der Basis des „Eurostar-3000“-Satellitenbusses gebaut und hat eine geplante Betriebsdauer von 15 Jahren. Hot Bird 8 war der größte und leistungsstärkste Satellit, den Eutelsat bis zu diesem Zeitpunkt bestellt hatte. Er verfügt über 64 Transponder im Ku-Band, die 950 TV- und 550 Radioprogramme übertragen können. Die Solarzellen zur Stromversorgung haben eine Spannweite von knapp 40 m.
EADS Astrium lieferte unter den Bezeichnungen Hot Bird 9 und Hot Bird 10 noch zwei weitere baugleiche Satelliten, die inzwischen die Namen Eutelsat 12 West G sowie Eutelsat 33E tragen und auf 12° West bzw. 33° Ost positioniert sind.

## Betrieb
Der Satellit wurde am 4. August 2006 UTC (nach Ortszeit schon der 5. August) vom russischen Weltraumbahnhof Baikonur in Kasachstan aus gestartet. Als Träger diente eine Rakete des Typs Proton-M mit einer Bris-M-Oberstufe. Das Startgewicht betrug 4875 kg.
Nach dem Start und einigen Bahnmanövern unterging der Satellit intensive Tests auf den Positionen 1,7° Ost und 4° Ost, anschließend wurde er auf seine endgültige Position auf 13° Ost gebracht. Am 3. Oktober 2006 wurden alle Programme vom sich dort befindenden Hot-Bird-3-Satelliten auf Hot Bird 8 umgeschaltet, womit der kommerzielle Betrieb begann, und Hot Bird 3 anschließend auf 10° Ost verschoben werden konnte.
Als Eutelsat am 1. März 2012 das Bezeichnungssystem der Satelliten änderte, erhielt Hot Bird 8 gemäß seiner Orbitalposition den Namen Eutelsat Hot Bird 13B.
Im Jahr 2023 wurde er von Hot Bird 13F und Hot Bird 13G abgelöst und auf 33° Ost verschoben. Seitdem heißt er Eutelsat 33F.

## Störung aus Iran
Die Regierung der Islamischen Republik Iran versuchte offenbar Anfang 2010 mehrfach, den Sendebetrieb des Satelliten zu stören. Betroffen waren unter anderem die persischen Dienste von BBC und Voice of America sowie das arabische Programm der Deutschen Welle. Hierzu sendete ein Störsender ein starkes Signal auf der Frequenz der Erdfunkstelle Usingen, von der aus der damals noch Hot Bird 8 genannte Satellit seine Programme erhielt. Durch die Software Sat-ID konnten Eutelsat-Mitarbeiter die iranische Hauptstadt Teheran als Quelle des Störsignals ausmachen. Die betroffenen Programme wurden für eine Zwischenzeit über andere Satelliten gesendet, die durch das Störsignal nicht erreicht werden konnten.